# Hexatoma (Eriocera) viridivittata
Hexatoma (Eriocera) viridivittata is een tweevleugelige uit de familie steltmuggen (Limoniidae). De soort komt voor in het Oriëntaals gebied.